# The Boy Least Likely To
The Boy Least Likely To – angielski duet grający twee pop/indie rock, stworzony przez kompozytora i multi-instrumentalistę Pete’a Hobbsa oraz tekściarza i wokalistę Jofa Owena.
Hobbs i Owen pochodzą z miasteczka Wendover w hrabstwie Buckinghamshire. Pierwszy singel Paper Cuts z 2004 roku wydali w założonej przez siebie wytwórni Too Young to Die. W 2005 roku na rynek brytyjski trafił debiutancki album The Best Party Ever. Wiosną 2006 roku album został również wydany w Stanach Zjednoczonych. Duet supportował Jamesa Blunta na jego trasie koncertowej po USA. 

## Dyskografia
Albumy
- The Best Party Ever - 2005

Single
- Fur Soft as Fur - 2004
- Hugging My Grudge - 2004
- Paper Cuts - 2005
- Monsters - 2005
- Little Donkey - 2005
- Be Gentle With Me - 2006, UK #62
- Hugging My Grudge - 2006, UK #66